# Luis Artime
Pour les articles homonymes, voir Artime.
Luis Artime, né le 2 décembre 1938 à Mendoza dans la province de Mendoza, est un footballeur international argentin.
Évoluant au poste d'attaquant, il est meilleur buteur du championnat argentin quatre fois, du championnat uruguayen trois fois et de Copa Libertadores en 1971. Il remporte un titre de champion d'Argentine, trois titres de champion d'Uruguay, ainsi que la Copa Libertadores et la Coupe intercontinentale en 1971.
Son fils Luis Fabián Artime (en) est également footballeur dans les années 1990.

## Carrière
Luis Artime est repéré à l'Independiente de Junín et commence sa carrière de footballeur au Club Atlético Atlanta, à Buenos Aires, où il fait preuve d'un grand réalisme devant le but. 
Début 1962, il est transféré dans le grand club argentin de River Plate, où il est meilleur buteur du championnat d'Argentine à deux reprises. En 1965, il joue peu avec River Plate, du fait d'une blessure sérieuse au tendon d'Achille. Craignant qu'il ne retrouve pas son niveau, River Plate le transfère en 1966 au CA Independiente. Il y est le meilleur buteur du championnat les deux saisons suivantes et remporte le championnat Nacional 1967. Il inscrit son 165e et dernier but en championnat d'Argentine (en 219 matchs) en mars 1968.
En 1968, Luis Artime quitte l'Argentine et signe à Palmeiras, à São Paulo au Brésil. Il y joue une année et signe ensuite au Club Nacional, à Montevideo en Uruguay. Il y fait ses débuts en aout 1969 y remporte trois titres de champion d'Uruguay d'affilée, en en étant le meilleur buteur chaque saison. En 1971, il remporte avec son équipe la Copa Libertadores, qui rassemble les meilleures équipes d'Amérique du Sud, en battant en finale les Argentins d'Estudiantes de La Plata. Puis la Coupe intercontinentale, contre les Grecs du Panathinaïkos. Il inscrit les trois buts de son équipe lors de la confrontation aller-retour. Lors de son dernier match au Nacional, en mai 1972, il inscrit un triplé contre les grands rivaux du CA Peñarol, en Copa Libertadores.
Il repart alors une saison au Brésil, à Fluminense. Puis il revient au Club Nacional, où il met finalement un terme a sa carrière de footballeur en 1974. Il semble inscrire son dernier but en février 1974, lors de la Copa Libertadores.
En 1975, alors qu'il est retourné s'installer en Argentine, il dénonce publiquement le fonctionnement de la fédération argentine de football. Il n'aura pratiquement plus aucune proposition d'emploi dans le monde du football argentin.

## Carrière internationale
Avec l'équipe nationale argentine, Luis Artime marque 24 buts en 25 sélections, faisant de lui le 7e meilleur buteur d'Argentine (en 2021). Son ratio de 0,96 but par match reste exceptionnel parmi les buteurs les plus prolifiques du football international.
Il dispute avec la sélection la Coupe du monde 1966, au cours de laquelle il marque trois buts en quatre matchs (l'Argentine est éliminée en quart de finale par l'Angleterre, pays organisateur après un match qui suscite une polémique), et le Championnat d'Amérique du Sud en 1967, dont il est le meilleur buteur avec cinq buts. 
Il n'est plus sélectionné après son départ d'Argentine en 1968.

## Galerie

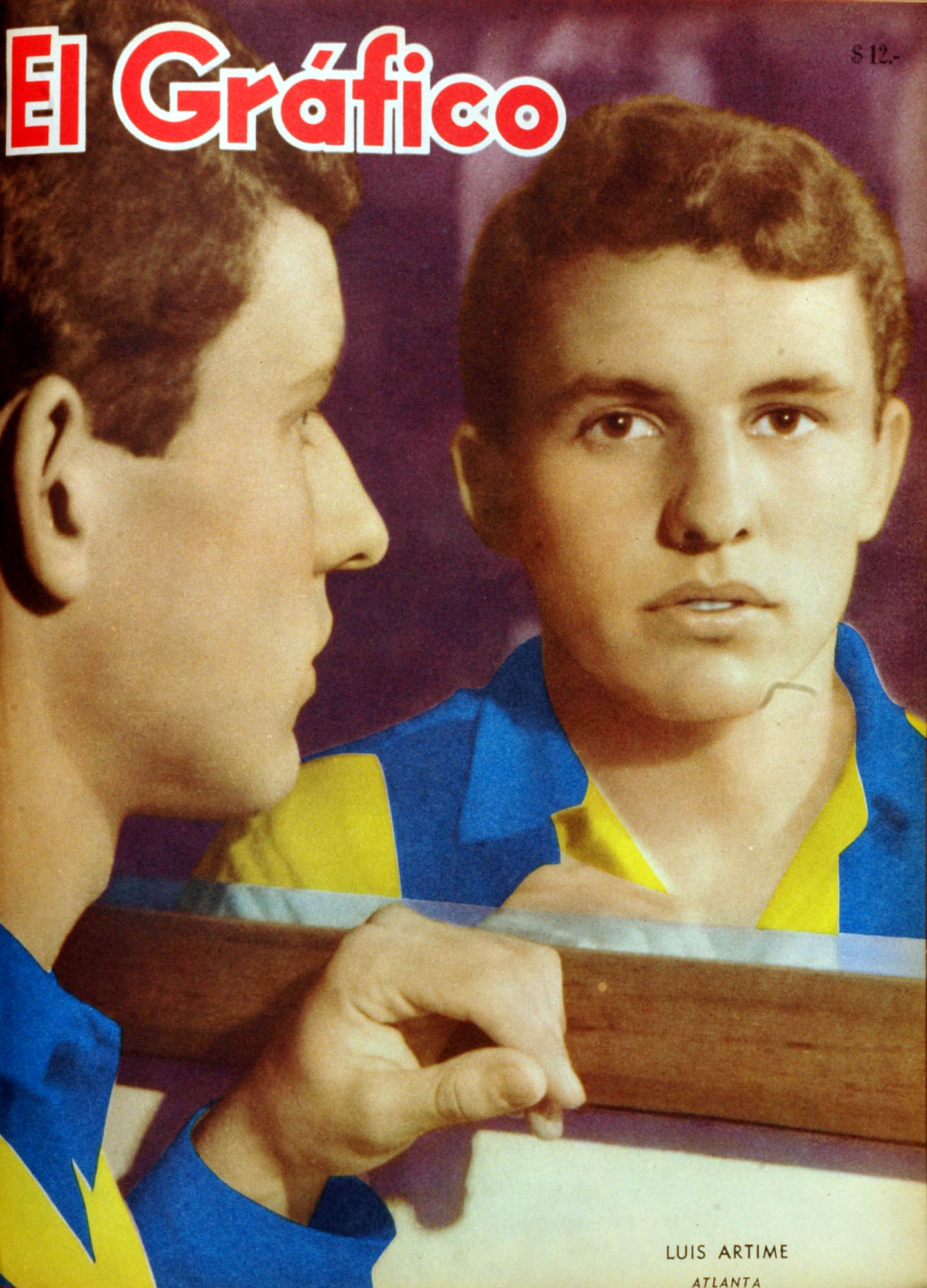
Luis Artime à ses débuts au CA Atlanta.
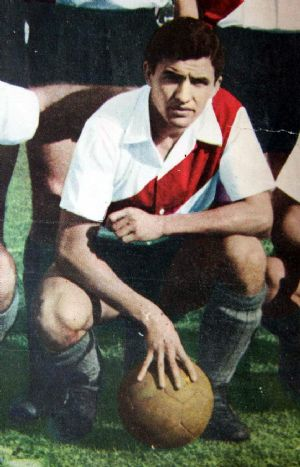
Avec River Plate.
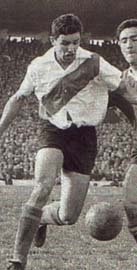
En action avec River Plate.
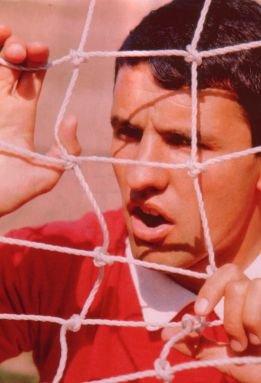
Sous le maillot du CA Independiente.
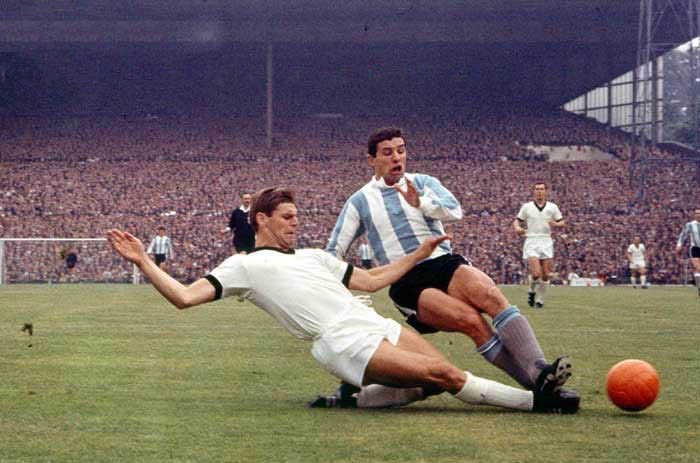
Au duel avec l'Allemand Weber, avec l'Argentine lors de la Coupe du monde 1966.
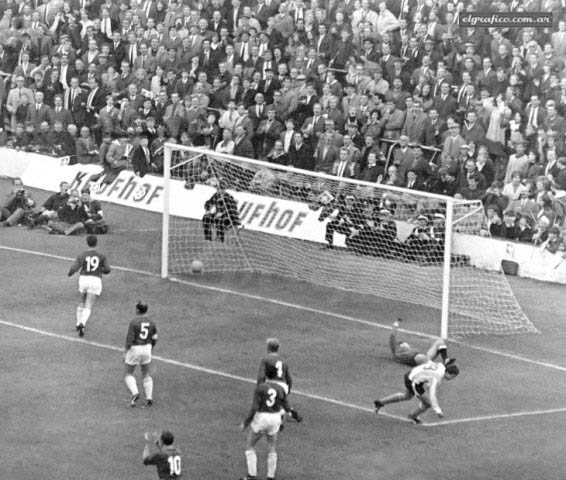
But contre la Suisse, lors de la Coupe du monde 1966.
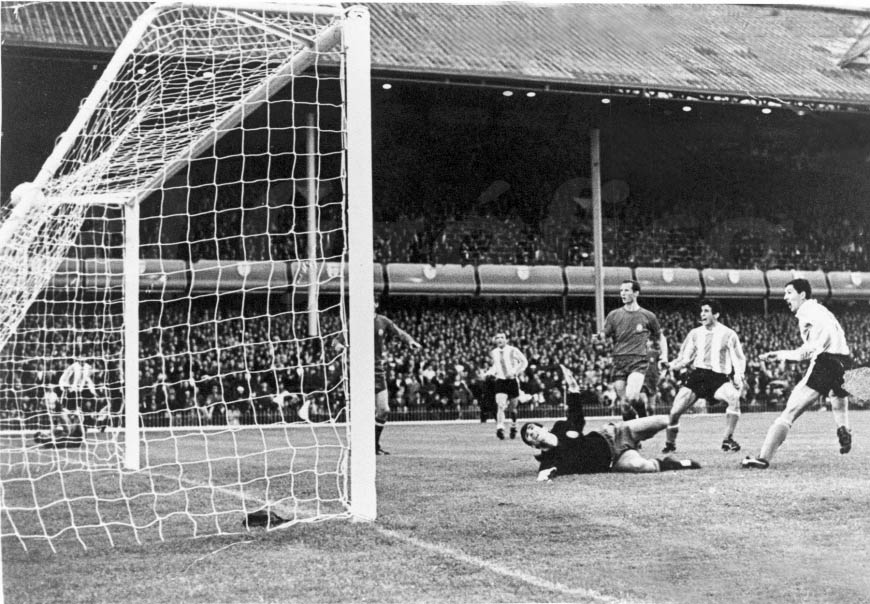
But contre l'Espagne, lors de la Coupe du monde 1966.
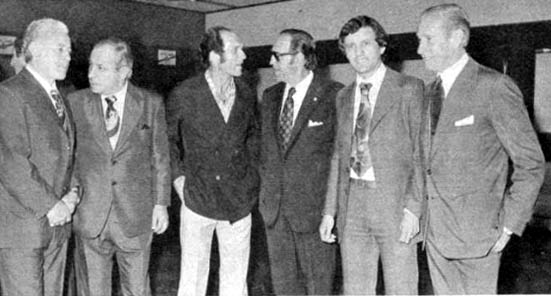
Avec d'autres anciens joueurs, en 1976. Artime est le 2e en partant de la droite.

## Statistiques
| Club             | Saison         | Championnat (D1) | Championnat (D1) | International | International | Championnat d'Etat | Championnat d'Etat | Total | Total |
| ---------------- | -------------- | ---------------- | ---------------- | ------------- | ------------- | ------------------ | ------------------ | ----- | ----- |
| Club             | Saison         | M.               | B.               | M.            | B.            | M.                 | B.                 | M.    | B.    |
| CA Atlanta       | 1959           | 14               | 10               | —             |               | —                  |                    | 14    | 10    |
| CA Atlanta       | 1960           | 23               | 15               | —             |               | —                  |                    | 23    | 15    |
| CA Atlanta       | 1961           | 30               | 25               | —             |               | —                  |                    | 30    | 25    |
| CA River Plate   | 1962           | 26               | 25               | —             |               | —                  |                    | 26    | 25    |
| CA River Plate   | 1963           | 23               | 26               | —             |               | —                  |                    | 23    | 26    |
| CA River Plate   | 1964           | 24               | 15               | —             |               | —                  |                    | 24    | 15    |
| CA River Plate   | 1965           | 7                | 4                | —             |               | —                  |                    | 7     | 4     |
| CA Independiente | 1966           | 30               | 23               | 3             | 1             | —                  |                    | 33    | 24    |
| CA Independiente | 1967           | 34               | 21               | —             |               | —                  |                    | 34    | 21    |
| CA Independiente | 1968           | 8                | 1                | 11            | 7             | —                  |                    | 19    | 8     |
| SE Palmeiras     | 1968           | 16               | 11               | —             |               | —                  |                    | 16    | 11    |
| SE Palmeiras     | 1969           | —                |                  | —             |               | 23                 | 19                 | 23    | 19    |
| Club Nacional    | 1969           | 23               | 24               | —             |               | —                  |                    | 23    | 24    |
| Club Nacional    | 1970           | 21               | 21               | 9             | 4             | —                  |                    | 30    | 25    |
| Club Nacional    | 1971           | 17               | 16               | 14            | 13            | —                  |                    | 31    | 29    |
| Club Nacional    | 1972           | —                |                  | 4             | 5             | —                  |                    | 4     | 5     |
| Fluminense FC    | 1972           | 19               | 7                | —             |               | —                  |                    | 19    | 7     |
| Club Nacional    | 1973           | 19               | 12               | —             |               | —                  |                    | 19    | 12    |
| Club Nacional    | 1974           | —                |                  | 2             | 1             | —                  |                    | 2     | 1     |
| Total carrière   | Total carrière | 334              | 256              | 43            | 31            | 23                 | 19                 | 400   | 306   |

Le tableau inclut les matchs officiels de championnat, de Copa Libertadores et de Coupe intercontinentale, mais pas les matchs amicaux - qui étaient plus courants à cette époque. Par exemple, le club brésilien de Palmeiras indique sur son site officiel qu'Artime inscrit 48 buts en 57 matchs (contre 30 buts en 39 matchs dans le tableau ci-dessus), sans donner d'autres détail. De la même façon, le site atilio.uy lui attribue un total de 152 buts en 183 matchs avec le Club Nacional, contre 96 buts et 109 matchs ci-dessus.
Un article du journal El País de Montevideo, publié au début des années 1980, avance que Luis Artime aurait marqué un total de 1 002 buts dans sa carrière, en comptant notamment 354 buts inscrits avec l'Independiente de Junín entre 1952 et 1958, et 148 buts pendant son service militaire.

### En sélection nationale
| Saison                | Sélection             | Phases finales        | Phases finales | Phases finales | Éliminatoires CDM | Éliminatoires CDM | Matchs amicaux | Matchs amicaux | Total | Total |
| Saison                | Sélection             | Compétition           | M              | B              | M                 | B                 | M              | B              | M     | B     |
| --------------------- | --------------------- | --------------------- | -------------- | -------------- | ----------------- | ----------------- | -------------- | -------------- | ----- | ----- |
| 1960-1961             | Argentine             | -                     | -              | -              | -                 | -                 | 2              | 1              | 2     | 1     |
| 1961-1962             | Argentine             | -                     | -              | -              | -                 | -                 | 3              | 1              | 3     | 1     |
| 1962-1963             | Argentine             | Copa América 1963     | -              | -              | -                 | -                 | 2              | 2              | 2     | 2     |
| 1963-1964             | Argentine             | -                     | -              | -              | -                 | -                 | 3              | 3              | 3     | 3     |
| 1964-1965             | Argentine             | -                     | -              | -              | -                 | -                 | 3              | 6              | 3     | 6     |
| 1965-1966             | Argentine             | Coupe du monde 1966   | 4              | 3              | 3                 | 3                 | -              | -              | 7     | 6     |
| 1966-1967             | Argentine             | Copa América 1967     | 5              | 5              | -                 | -                 | -              | -              | 5     | 5     |
| Total sur la carrière | Total sur la carrière | Total sur la carrière | 9              | 8              | 3                 | 3                 | 13             | 13             | 25    | 24    |

## Palmarès

### Club
Independiente
- Championnat d'Argentine : 1967 Nacional

Club Nacional
- Championnat d'Uruguay : 1969, 1970, 1971 (Nacional).
- Copa Libertadores : 1971
- Coupe intercontinentale : 1971

Argentine
- Finaliste de la Copa América : 1967 (Argentine).

### Individuel
- Meilleur buteur du championnat d'Argentine : 1962 (25 buts), 1963 (25 buts) avec River Plate, 1966 (23 buts), Nacional 1967 (11 buts) avec Independiente
- Meilleur buteur du championnat d'Amérique du Sud : 1967 (5 buts) avec l'Argentine
- Meilleur buteur du championnat d'Uruguay : 1969 (24 buts), 1970 (21 buts), 1971 (16 buts) avec le Club Nacional
- Meilleur buteur de la Copa Libertadores : 1971 (10 buts) avec le Club Nacional